# Розлучення (фільм, 1919)
Розлучення (англ. The Divorcee) — американська драма режисера Герберта Блаше 1919 року.

## У ролях
- Етель Беррімор — леді Фредерік Бероллс
- Е. Дж. Реткліфф — лорд Фредерік Бероллс
- Герберт Голмс — сер Парадін Фалдес
- Наомі Чілдерс — Кітті Бересфорд
- Джон Голдсуорті — Горацій Бересфорд
- Джозеф Кілгур — Роберт Монтгомері
- Мод Тернер Гордон — леді Мерестон
- Гарольд Ентвістл — лорд Мерестон
- Юджин Стронг — молодий лорд Мерестон
- Ріцца Аллен — мадам Клод